# Evaldas Petrauskas
Evaldas Petrauskas est un boxeur lituanien né le 19 mars 1992.

## Carrière
Sa carrière amateur est marquée par une médaille d'or remportée aux Jeux olympiques de la jeunesse d'été de Singapour en 2010 et par une médaille de bronze aux Jeux olympiques de Londres en 2012 dans la catégorie poids légers.
Il est médaillé de bronze aux championnats d'Europe de Samokov en 2015 et aux championnats d'Europe de Kharkiv en 2017 dans la catégorie des poids super-légers.

## Palmarès

### Jeux olympiques
- Médaille de bronze en -60 kg aux Jeux de 2012 à Londres, Angleterre
- Médaille d'or en -60 kg aux Jeux olympiques de la jeunesse d'été, en 2010, à Singapour.

### Championnats d'Europe
- Médaille de bronze en -64 kg en 2017 à Kharkiv,  Ukraine
- Médaille de bronze en -64 kg en 2015 à Samokov,  Bulgarie